# Ur-Nansze

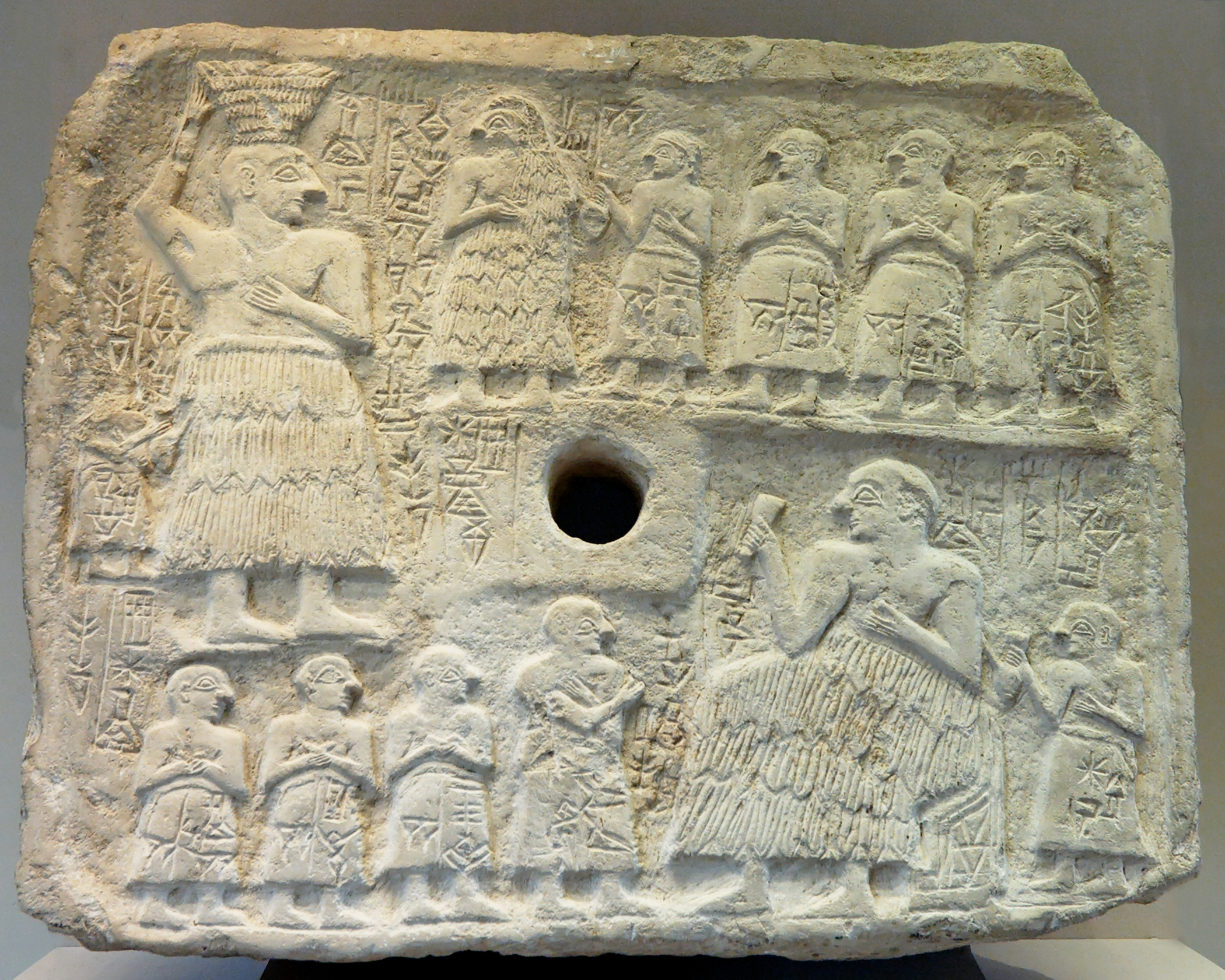
Kamienna płytka wotywna przedstawiająca Ur-nansze (jako budowniczego z koszem na głowie) wraz z jego rodziną; znaleziona w Girsu (ob. Tall Luh); zbiory Luwru (AO 2344).

Ur-Nansze (sum. ur.dnanše, tłum. „Sługa bogini Nansze”) – sumeryjski władca miasta-państwa Lagasz, panujący ok. 2500 r. p.n.e. Założyciel ważnej dynastii, o której milczy Sumeryjska lista królów; ojciec Akurgala.
Wybitny władca, który rozważnie budował ekonomiczną potęgę swojego miasta-państwa. W tym celu stawiał spichlerze, dbał o kanały nawadniające i szlaki wodne w celu rozwoju handlu. Dzięki panowaniu nad portem w Eninkimarze nad Zatoką Perską prowadził handel z Meluhhą (prawdopodobnie Dolina Indusu). Można przypuszczać, że za jego panowania nastąpił podział na dwa ośrodki życia politycznego: świątynię i samodzielny pałac. Zachowała się m.in. następująca inskrypcja opisująca panowanie Ur-Nansze:

„Ur-Nansze, król Lagasz, syn Gunidu, syna Gurmu, zbudował dom Ningirsu, zbudował dom Nansze, zbudował dom Gatumdug, zbudował harem, zbudował dom Ninmar. Statki z Dilmun przywożą mu drewno jako daninę z obcych krajów. Zbudował Igbal, zbudował Kinir, zbudował dom królewski”